# Rouchovanská madona

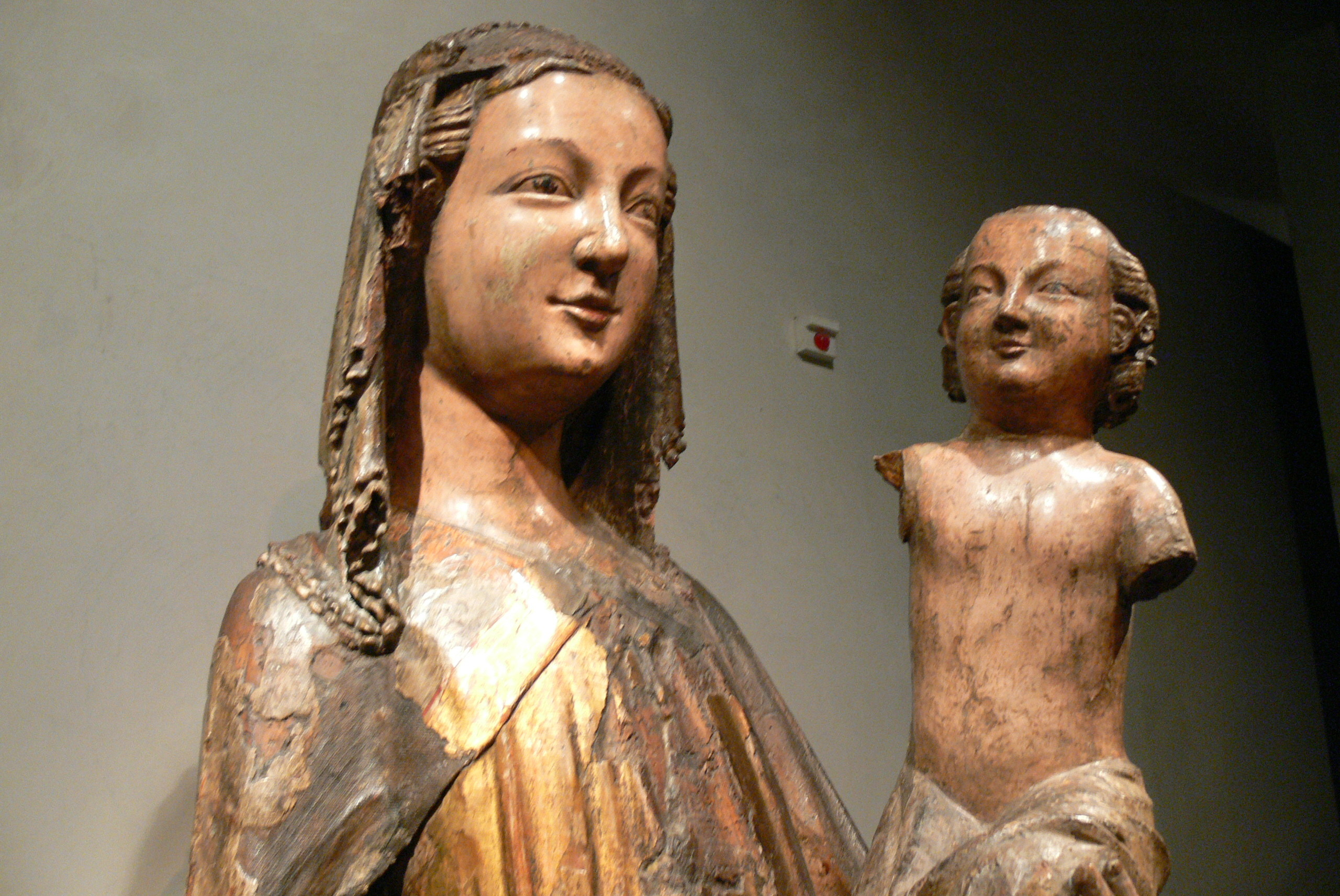
Originál – detail obličeje

Rouchovanská madona (první polovina 14. století) patří k nejvýznamnějším dílům gotického sochařství 14. století. Historici se přiklání k názoru, že nevznikla v Čechách, ale pochází z Porýní. Ze Zbraslavské kroniky se dovídáme, že česká královna Eliška věnovala rouchovanský kostel zbraslavskému klášteru. To vede k úvaze, že Madonu pořídili zbraslavští cisterciáci a pak ji věnovali do Rouchovan.
Originál sochy je umístěn ve stálé expozici Středověké umění v Čechách a střední Evropě umístěné v klášteře sv. Anežky České v Praze. Je vyřezána z lipového dřeva v životní velikosti a v kostele v Rouchovanech byla od roku 1325. Od roku 1935 je gotická socha v Národní galerii v Praze.

## Popis u sochy v NG
Madona rouchovanská

ČECHY (?), KOLEM 1310-1330

Podobně jako u Strakonické madony může být původ této sochy odvozován z francouzských vzorů. Prsten na Mariině prsteníku levé ruky mohl být znamením světské nebo církevní moci, v prostředí cisterciáckého kláštera také atributem mystického vztahu Krista a Marie - ženicha a nevěsty -, jak jej známe z textu biblické Písně písní, komentované zakladatelem cisterciáckého řádu Bernardem z Clairvaux.

## Historie záchrany Rouchovanské madony
O záchranu vzácné gotické madony se zasloužil rouchovanský badatel Vratislav Bělík.
"Dle ústního podání bývala socha v rouchovanském kostele na oltáři. Za farářování Jana Pelikána /1831-1848/ už ve farské síni. Nebyla asi ve velké vážnosti, neboť tehdejší kostelník Josef Stehlík si ji na faráři vyprosil. Přinesl domů /nyní č.47, kde se říká "U sedlářů"/ a postavil do rohu světnice. Všechno prý uvnitř od Panenky Marie zrovna zářilo, poněvadž byla zlatá. Chalupa dvakrát vyhořela, ale Panenka Maria se vždy jakoby zázrakem zachránila. Co však byl platný zázrak, když za nějaký čas po druhém ohni /r.1858/ začala černat, zlato z ní opadávalo a lidé se jí začali bát. Odstěhovali tedy sochu do tmavé komory. Když se však na chalupu přivdala Frant. Virglová za Frant. Dvořáka, bylo jí Panenky Marie v komoře líto. Zavolala starou Kolmanku, která soše přemalovala obličej a Kačenka Hajnová na ni ušila šaty. Ženské potom s velikou úctou postavily Panenku Marii znova do rohu světnice. Však také ten den oslavily řádnou a veselou hostinou. A tak starodávná socha P. Marie došla zase bývalé slávy a krášlela selskou světnici až do r. 1938."

Vratislav Bělík na sochu upozornil Zemské muzeum v Brně, jednání ovšem nikam nevedla. Zájem však projevilo Národní muzeum v Praze, které Madonu zakoupilo do svých sbírek.

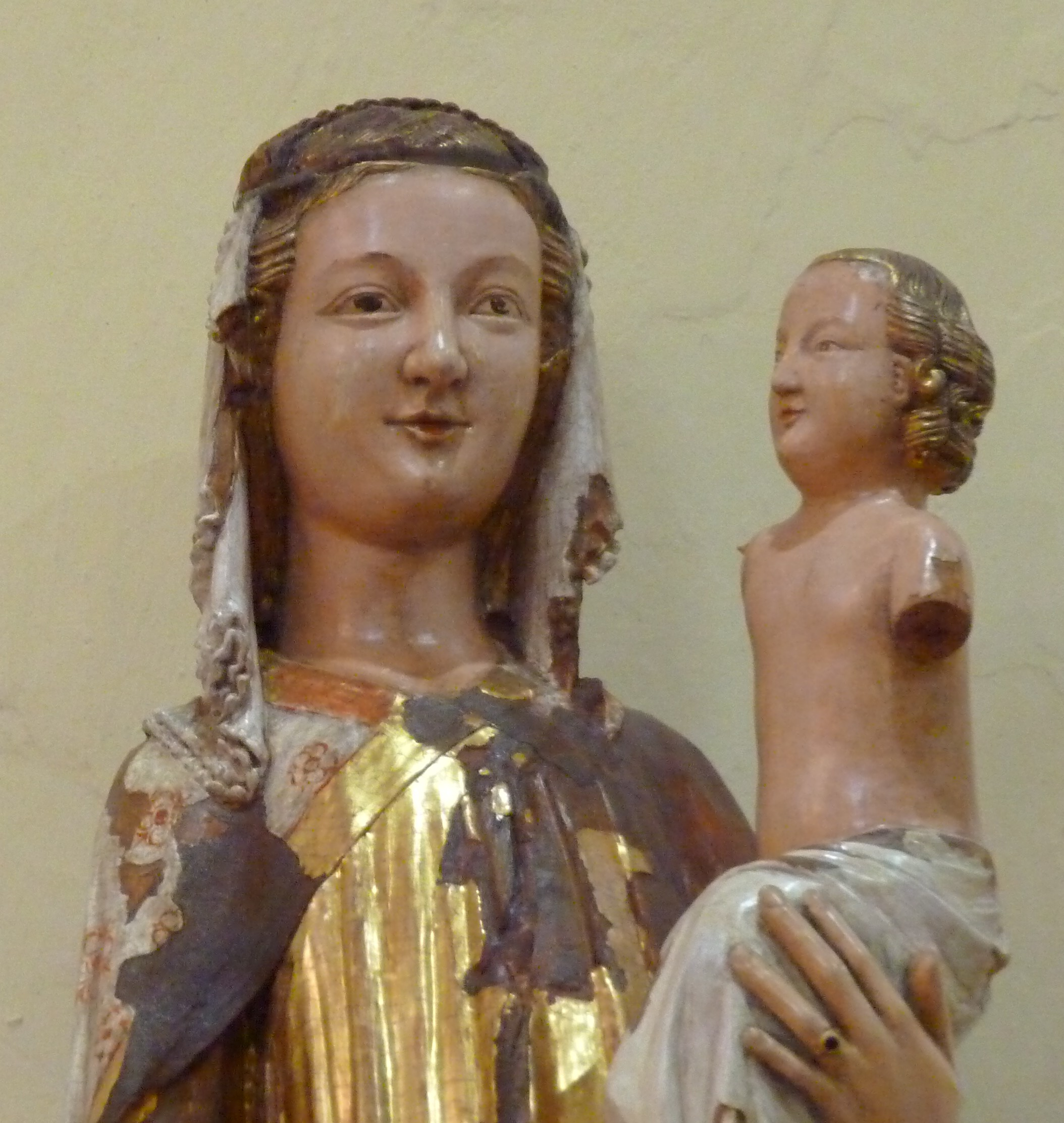
Kopie Rouchovanské madony

## Kopie Rouchovanské madony
V kostele Nanebevzetí Panny Marie v Rouchovanech se nachází přesná kopie madony vytvořené na základě snahy tamní farnosti. Kopii zhotovil akademický malíř a restaurátor Radomír Surma.

### Umístění sochy madony
Při příležitosti slavnostního umístění kopie gotické sochy Rouchovanské madony v rouchovanském kostele se konal 8. června 2011 v 18 hodin koncert Duo Variant. Klavíristka Jiřina Kolmanová (nar. 1937) je profesorkou Janáčkovy akademie v Brně. Houslista, rouchovanský rodák, Jozef Bělík byl členem Státní filharmonie v Brně, v roce 1969 odešel na angažmá do Nizozemí.

### Svěcení sochy madony
V neděli 14. srpna 2011, o pouti na svátek Nanebevzetí Panny Marie, patronky kostela, byla kopie madony slavnostně posvěcena novoříšským opatem Marianem Kosíkem.